# Mo'Nique
Monique Angela Hicks (meisjesnaam Imes, Woodlawn, 11 december 1967) - artiestennaam Mo'Nique - is een Amerikaans actrice, stand-upcomédienne, presentatrice en schrijfster. Voor haar bijrol als de kwaadaardige moeder Mary in de dramafilm Precious (2009) won ze dertig acteerprijzen, waaronder een Oscar, een Golden Globe en een BAFTA Award. Mo'Nique speelde daarnaast onder meer hoofdpersonage Nikki Parker in meer dan honderd afleveringen van de sitcom The Parkers. Ze maakte in 2000 haar filmdebuut als Dahlia in de komedie 3 Strikes.
Naast actrice was Mo'Nique meermaals actief als presentatrice. Zo was ze tot 2002 medepresentatrice van een ochtendshow op WHUR Radio in Washington D.C., presenteerde ze in 2007 het eerste seizoen van het realityprogramma Charm School op VH1 en in 2009 en 2010 meer dan 250 afleveringen van The Mo'Nique Show op televisiezender BET.
Mo'Nique is een vrouw met een zogenaamd 'maatje meer' en draagt dat van harte uit. Ze had van augustus 2000 tot en met 2002 een eigen kledinglijn genaamd Mo'Nique's Big Beautiful and Loving It. Daarnaast bracht ze in 2004 het boek Skinny Women Are Evil: Notes of a Big Girl in a Small-Minded World uit, in 2006 het deels kook-, deels autobiografische boek Skinny Cooks Can't Be Trusted en in 2008 de roman Beacon Hills High, met een meisje met overgewicht als protagonist en heldin van het verhaal. Alle drie de boeken schreef ze samen met coauteur Sherri Mcgee Mccovey.

## Filmografie
*Exclusief televisiefilms
- Steppin: The Movie (2009)
- Precious (2009)
- Welcome Home, Roscoe Jenkins (2008)
- Beerfest (2006)
- Phat Girlz (2006)
- Irish Jam (2006)
- Farce of the Penguins (2006, stem)
- Domino (2005)
- Shadowboxer (2005)
- Hair Show (2004)
- Soul Plane (2004)
- Good Fences (2003, televisiefilm)
- Half Past Dead (2002)
- Two Can Play That Game (2001)
- Baby Boy (2001)
- 3 Strikes (2000)

## Televisieseries
*Exclusief eenmalige verschijningen
- The Parkers - Nikki Parker (1999-2004, 111 afleveringen)
- Moesha - Nikki Parker (1999-2000, drie afleveringen)

## Privé
Mo'Nique trouwde in 2006 met Sidney Hicks, met wie ze zeven maanden eerder tweeling Jonathan en David Hicks kreeg. Mo'Niques eerste huwelijk met Mark Jackson duurde van 1997 tot en met 2001. Samen met hem kreeg ze in 1990 zoon Shalon en adopteerde ze in 1992 zoon Mark Jackson Jr..
- Biblioteca Nacional de España: XX5093498
- Bibliothèque nationale de France: cb155552909 (data)
- Catàleg d'autoritats de noms i títols de Catalunya: 981058520107506706
- Gemeinsame Normdatei: 142481777
- International Standard Name Identifier: 0000 0001 2036 9962
- Library of Congress Control Number: no2003041309
- Nationale Bibliotheek van Israël: 987007426263705171
- Nederlandse Thesaurus van Auteursnamen: 327298014
- Istituto Centrale per il Catalogo Unico: UM1V006148
- Système universitaire de documentation: 193726211
- Virtual International Authority File: 19994823